# Jan Żołopiński
Jan Żołopiński (działał w latach 1875-1906) – polski aktor, dyrektor zespołów teatrów prowincjonalnych oraz dyrektor administracyjny teatru w Łomży.

## Kariera aktorska
Występował w zespołach teatrów prowincjonalnych m.in.: Maksymiliana Kopystyńskiego (sez. 1876/1877), Hipolita Wójcickiego i Bolesława Kremskiego (1877-1880), Marcelego Trapszy (1880), Władysława Leśniewskiego i Władysława Antoniego Górskiego (1882), Jana Szymborskiego i Władysława Antoniego Górskiego (1883) i Augusta Padygi (1886), a także w warszawskich teatrach ogródkowych: "Tivoli" i "Alhambra". Występował w rolach charakterystycznych, m.in. Szulca (Emigracja chłopska) i Fausta (Wicek i Wacek).

## Zarządzanie zespołami teatralnymi
Przez krótki okres prowadził teatr ogródkowy "Alhambra". Następnie był dyrektorem administracyjnym teatru w Łomży. Od 1884 r. prowadził własny zespół, z którym występował w Radomiu, Łasku, Szczuczynie, Kielcach, Lublinie, Łomży i Grajewie a po przerwie (od 1897) także w Tomaszowie Mazowieckim i Piotrkowie Trybunalskim. Nie są znane jego dalsze losy ani okoliczności śmierci.

## Życie prywatne
W 1877 r. poślubił śpiewaczkę i aktorkę, Teofilę z Płaczkowskich.